# Cesta na sever
Cesta na sever je cestopis Karla Čapka z roku 1936, ve kterém popisuje svou cestu po Dánsku, Švédsku a Norsku. Má celkem 34 kapitol, které obsahují i osm básní Olgy Scheinpflugové a 250 ilustrací autora. (Celý název cestopisu původně zněl: Cesta na sever: pro větší názornost provázená obrázky autorovými a básněmi jeho ženy.) Napsal jej v domě na Strži (dnes Památník Karla Čapka), který předchozího roku dostal jako svatební dar k doživotnímu užívání. Cestopis začal vycházet v sešitech na pokračování na přelomu září a října 1936 v Knihovně Lidových novin. Knihu pak vydal nakladatel František Borový v letech 1936, 1939, 1940, 1941 a 1948. Nakladatelství Československý spisovatel ji vydalo v letech 1955 a 1970, Levné knihy pak v roce 2000. Po vypršení autorských práv ji v roce 2018 vydala Městská knihovna v Praze jako elektronickou knihu. Je posledním z Čapkových pěti cestopisů. Dříve vydal Italské listy (1923), Anglické listy (1924), Výlet do Španěl (1930) a Obrázky z Holandska (1932).
Na cestu se Karel Čapek vydal v roce 1936 s manželkou Olgou Scheinpflugovou, se kterou měl svatbu 26. srpna 1935, a také švagrem Karlem Scheinpflugem. Do Skandinávie odjeli vlakem přes Německo do Dánska a pokračovali přes Kodaň, Stockholm, Uppsalu, Oslo a po železniční trati Bergensbanen do Bergenu, kde nastoupili na parník a pluli s ním podél norského pobřeží k mysu Nordkapp.

## Zajímavosti

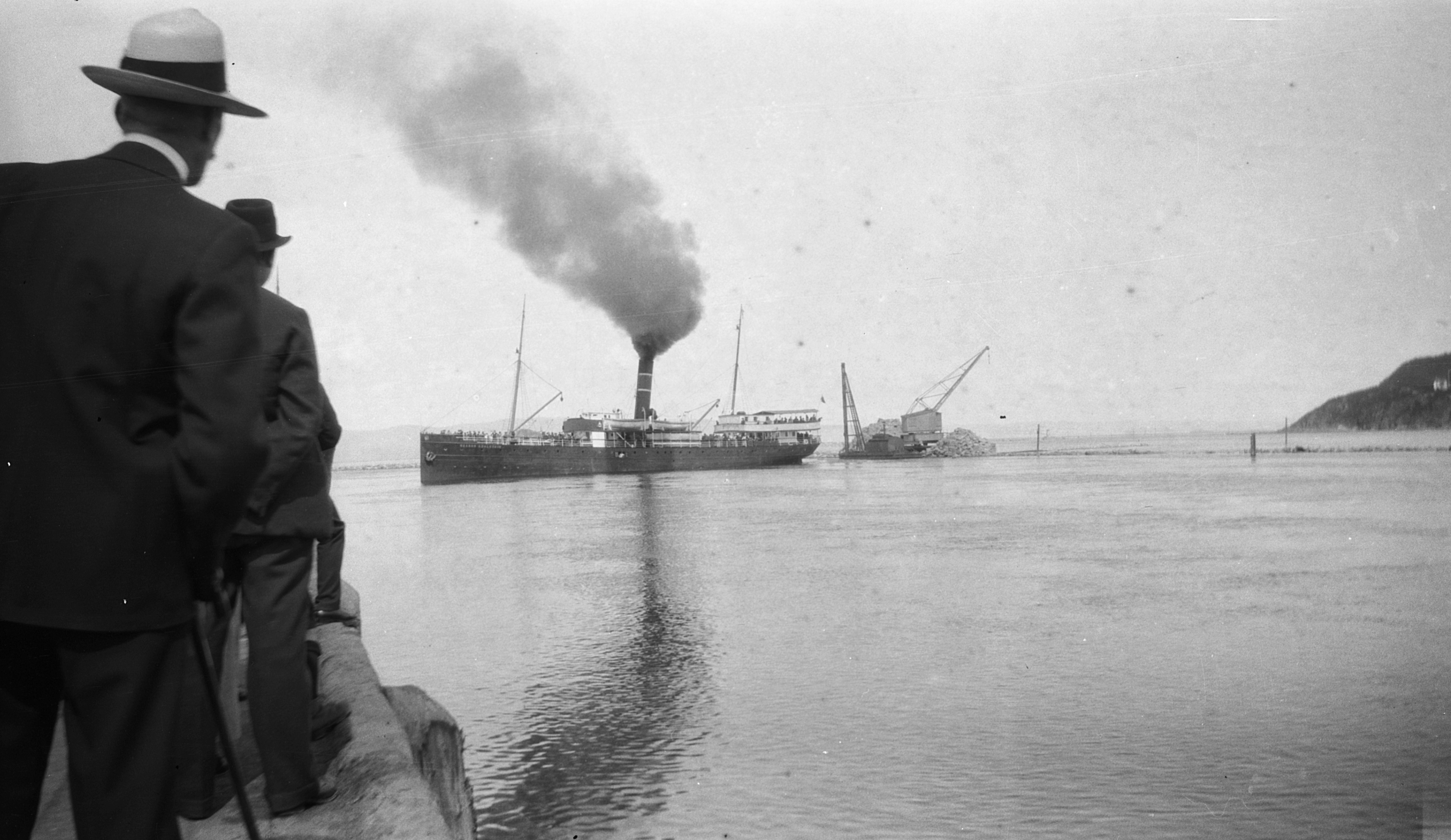
Parník Haakon Adalstein v trondheimském přístavu v roce 1922

- V červenci 1905 cestoval s manželkou do Norska Rudolf Těsnohlídek, redaktor Lidových novin a Čapkův kolega.[4]
- V listopadu 1936 se v norském tisku objevil návrh, aby byla Čapkovi udělena Nobelova cena za literaturu.[5]
- Čapkovu cestu do Skandinávie inicioval švédský PEN klub. V norském Bergenu byli manželé středem pozornosti, když se zde právě hrála komedie Olgy Scheinpflugové Okénko.[6]
- Parník Haakon Adalstein, kterým Čapek cestoval z Bergenu, byl pojmenován po norském králi Haakonu I. Byl postaven v britském Newcastle upon Tyne v roce 1873 a měl na délku 57,5 metrů a na šířku 8 metrů. V roce 1907 měl kapacitu 200 pasažérů a 26 členů posádky. Poslední cestu s pasažéry vykonal v roce 1936 a na palubě byl právě i Karel Čapek. Pak byl přestavěn na nákladní loď a 10. září 1947 ztroskotal u západního švédského pobřeží, když převážel koně z dánského Aalborgu do polského Gdaňsku. Z posádky nikdo nezahynul, ale koně nehodu nepřežili.